# الی رز
الی رز (انگلیسی: Elli Rose؛ زادهٔ ۲۵ سپتامبر ۱۹۸۶) اهل ژاپن است. وی از سال ۱۹۹۸ میلادی تاکنون مشغول فعالیت بوده‌است.